# Halowe Mistrzostwa Świata w Lekkoatletyce 2012 – sztafeta 4 × 400 m kobiet
Sztafeta 4 x 400 metrów kobiet – jedna z konkurencji rozgrywanych podczas 14. Halowych Mistrzostw Świata w Stambule.
W przeciwieństwie do pozostałych konkurencji, w biegach sztafetowych IAAF nie ustalił minimów kwalifikacyjnych, pozostawiając decyzję o występie federacjom krajowym.
W związku ze zgłoszeniem tylko 6 sztafet zrezygnowano z rozgrywania eliminacji, finał zaplanowano na 11 marca.

## Rekordy
W poniższej tabeli przedstawiono (według stanu przed rozpoczęciem mistrzostw) rekordy świata, poszczególnych kontynentów, halowych mistrzostw świata a także najlepszy wynik na świecie w sezonie halowym 2012.
| Rekord świata                     | Julija Guszczina Olga Kotlarowa Olga Zajcewa Olesia Krasnomowiec                  | 3:23,37 | Glasgow         | 28 stycznia 2006 |
| Rekord halowych mistrzostw świata | Olesia Krasnomowiec Olga Kotlarowa Tatjana Lewina Natalja Nazarowa                | 3:23,88 | Budapeszt       | 7 marca 2004     |
| Halowy rekord Ameryki Północnej   | Debbie Dunn Deedee Trotter Natasha Hastings Allyson Felix                         | 3:27,34 | Doha            | 14 marca 2010    |
| Halowy rekord Azji                | Manjeet Kaur Sini Jose Chitra K. Soman Mandeep Kaur                               | 3:37,46 | Doha            | 16 lutego 2008   |
| Halowy rekord Europy              | Julija Guszczina Olga Kotlarowa Olga Zajcewa Olesia Krasnomowiec                  | 3:23,37 | Glasgow         | 28 stycznia 2006 |
| Halowy rekord Australii i Oceanii | Susan Andrews Tania Van Heer-Murphy Tamsyn Manou Cathy Freeman                    | 3:26,87 | Maebashi        | 7 marca 1999     |
| Listy światowe                    | University of Kansas Denesha Morris Daniels Paris Taylor Washington Diamond Dixon | 3:31,36 | College Station | 25 lutego 2012   |

## Terminarz
| Data          | Godzina | Runda |
| ------------- | ------- | ----- |
| 11 marca 2012 | 16:40   | Finał |

## Rezultaty
| CR – rekord mistrzostw \| NR – rekord kraju |

### Finał
| Poz. | Reprezentacja     | Zawodniczki                                                                      | Czas    | Uwagi   |
| ---- | ----------------- | -------------------------------------------------------------------------------- | ------- | ------- |
|      | Wielka Brytania   | Shana Cox, Nicola Sanders, Christine Ohuruogu, Perri Shakes-Drayton              | 3:28.76 | WL      |
|      | Stany Zjednoczone | Leslie Cole, Natasha Hastings, Jernail Hayes, Sanya Richards-Ross                | 3:28.79 | SB      |
|      | Rosja             | Julija Guszczina, Ksienija Ustałowa, Marina Karnauszczenko, Aleksandra Fiedoriwa | 3:29.55 | SB      |
| 4    | Rumunia           | Angela Moroșanu, Alina Panainte, Adelina Pastor, Elena Mirela Lavric             | 3:33.41 | SB      |
| 5    | Białoruś          | Hanna Taszpułatawa, Juliana Juszczanka, Iryna Chliustawa, Swietłana Usowicz      | 3:33.73 | SB      |
|      | Ukraina           | Jelizaweta Bryzhina, Iuliia Olishevska, Olha Zemlak, Natalija Pyhyda             | DQ      | R 163.3 |